# Электрический пёс
Электрический пёс — четвёртая песня (и пятый трек) из «Синего альбома» Аквариума. Один из «антигимнов» русского рока, «трагический автопортрет субкультуры, страдающей клаустрофобией и дефицитом новых идей».

## Аллюзии и отсылки
Текст песен (как и большинство текстов Гребенщикова) содержит множество аллюзий к другим литературным произведениям, или прямых цитат из них. Среди этих произведений в первую очередь следует назвать «Двойник» Блока (именно там впервые появляется стареющий юноша), «Гамлет» Шекспира («не снилось и нам, мудрецам»), «Гренаду» Светлова (цитата «отряд не заметил потери бойца» оттуда была также использована и Егором Летовым в одноимённой песне) и «Ночной разговор» Окуджавы, прямой цитатой откуда являются заключительные слова песни «ах если б я знал это сам…».
«Главный герой» песни, электрический пёс — явная отсылка к антиутопии «451 °F» Рэя Брэдбери, где электрический пёс — убивающий инакомыслящих робот. Вследствие этого наиболее очевидная ассоциация с электрическим псом — Комитет государственной безопасности. Однако в песне его фигура, наполненная живым электричеством, находящаяся внутри узкого круга, где «долгая память — хуже чем сифилис» и, в то же время, смотрящая на него со стороны, вгрызающаяся в стены в поисках любви и не занятая вопросом «каким и зачем ему быть» несёт явно положительные коннотации. Литературовед и рок-музыкант Евгений Ерёмин даже увидел в нём поэтический образ Бога, не называемого прямо, но представленного в виде парадоксального, не могущего существовать живого существа.
Согласно пояснениям самого БГ перед исполнением песни «Электрический пёс»: «У группы „Машина времени“ есть песня „Флаг над замком“ и там была фраза „Поднимать на мачте мечты свой единственный флаг“. Так вот в данной песне речь идёт о тех людях, которые флаг когда-то подняли, но про него забыли. Они все считают, что флаг есть, всё в порядке. Флаг висит, пылится, превращается неведомо во что. А они уже и забыли о своей идее».

## Другие исполнения
Известна кавер-версия песни в исполнении Егора Летова и группы «Гражданская оборона». Она записывалась для первого трибьюта Гребенщикову «Небо и Земля», организованного порталом Lenta.ru в 2003 году, однако не попала в него. Была впервые опубликована на «Ленте» уже после смерти Летова, в 2012 году, в том же году была выпущена издательством «Выргород» на компакт-диске в виде сингла. Это единственный официальный сингл «Гражданской обороны» и юбилейный релиз «Выргорода», компакт-диску, оформленному работами Васи Ложкина и Александры Пашкиной был присвоен каталожный номер № 100.
Кавер ротировался на «Нашем радио» в рамках трибьюта «Аквариум. 4000 лет».

## Комментарии
1. ↑  В оригинале у Брэдбери mechanical hound (механический пёс). Изначально у писателя был замысел написать самостоятельный рассказ о роботах-псах, которых снаряжают на поимку беглецов от правосудия, но позже он перенес эту сюжетную линию в свой новый роман[4]